# Xocolata de les forces armades dels Estats Units
La xocolata de les forces armades dels Estats Units ha format part de les racions estàndards de les forces armades dels EUA des de 1937 i se subministra a les tropes com a part de les racions de camp bàsiques.
Les racions de xocolata responien a dos propòsits: com a estimulant i per la seva alta capacitat energètica, i com a ració d'emergència amb dimensions de butxaca. Les racions de xocolata militars es fan sovint en lots especials a les especificacions militars per a pes, mida i resistència. La majoria de la xocolata subministrada al personal militar és produïda per la Companyia Hershey.

## La xocolata com a estimulant
Quan és proporcionada com a estimulant moral, la xocolata militar no és diferent de les barres normals, en gust i composició. Tanmateix, s'envasen o presenten de manera diferent. La ració de la Segona Guerra Mundial incloïa una barra de xocolata dolça d'Hershey, però en comptes de ser prima i plana com és habitual, era una barra rectangular gruixuda quadrada a cada extrem.

## La xocolata com a ració de camp d'emergència
Quan és proporcionada com a ració de camp d'emergència, la xocolata militar és molt diferent de les barres normals. Com que es proporcionava com a font alimentària d'emergència ràpida, els oficials creien que no havia de temptar a que els soldats el consumissin abans que ho necessitessin i per això no tenien en compte tant el sabor com la seva resistència a les temperatures. Però com que es feien intents de millorar també el sabor, les xocolatines resistents al calor mai van rebre males crítiques. Les xocolatines de ració d'emergència es feien amb alts valor d'energia, eren fàcils de portar i resistien altes temperatures.
La resistència a les altes temperatures era extremadament important, atès que la infanteria operava a l'exterior, a vegades en condicions tropicals o desèrtiques, amb les barres a les seves butxaques contra els seus cossos. Aquestes condicions farien fondre's qualsevol xocolatina normal als pocs minuts.